# Hornblendita
La Hornblendita és una roca plutònica constituïda principalment per hornblenda (un tipus d'amfíbol). És una roca ultramàfica rara. Tot i que el component principal és l'hornblenda també s'hi pot trobar associat granat. No s'ha de confondre amb l'amfibolita, ja que aquest terme és únicament acceptat per a descriure la roca metamòrfica rica en amfíbol i plagiòclasi, mentre que hornblendita es reserva per a la roca plutònica rica en hornblenda.